# Гор (Новая Зеландия)
Гор (англ. Gore) — город и одноимённый округ в новозеландском регионе Саутленд.

## География
Город Гор расположен в 64 км к северо-востоку от Инверкаргилла и в 70 км к западу от Балклуты. Ближайшие крупные города — Данидин и Инверкаргилл.
Город разделён рекой Матаура на две части: Гор и Ист-Гор. Большая часть города находится на западном берегу реки. Через город проходит железная дорога, тянущаяся от города Данидин до Инверкаргилла (пассажирские перевозки были прекращены в 2003 году). В прошлом город был важным железнодорожным узлом. В том числе, между ним и Кингстоном ходил один из самых известных, сохранившихся до наших дней новозеландских поездов — Kingston Flyer.
Гор также известен среди новозеландцев благодаря своему знаменитому самогону «Хоконуи». В годы запрета алкогольных напитков город приобрёл репутацию центра производства нелегального алкоголя.

## История

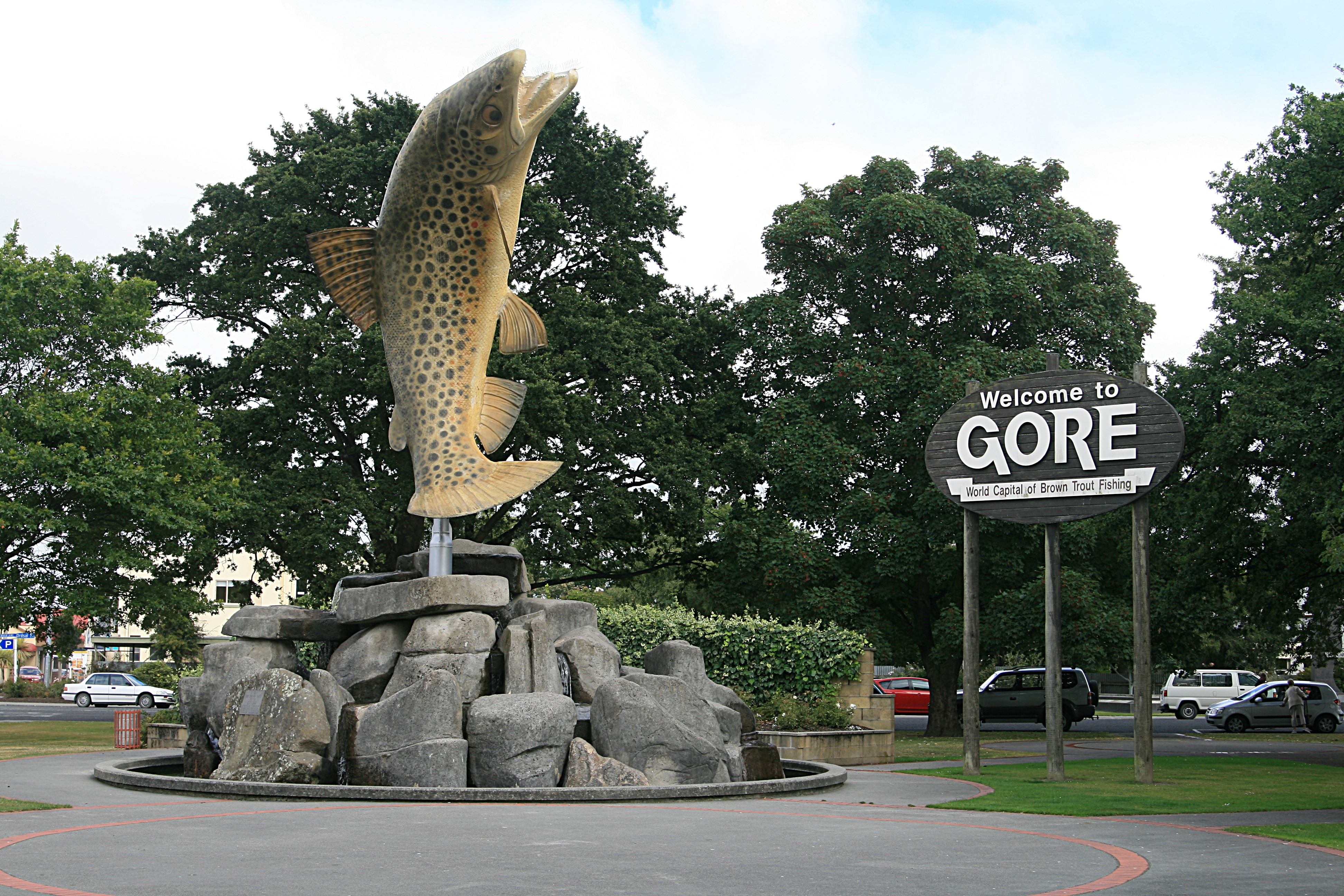
Скульптура кумжи при въезде в город.

Задолго до появления в районе современного города европейских колонистов здесь проживали представители новозеландского народа маори. Ближайшим маорийским поселением была деревня Тутурау, расположенная рядом с современным городом Матаура. В 1836 году маори, проживавшие к югу, отразили нападение с севера, при этом европейцам удалось обеспечить безопасность своей колонизации местности и основать здесь поселения. К середине 1850-х годов крупные пространства превратились в овечьи пастбища.
Так как пересечение реки Матаура требовало со стороны европейских поселенцев многих усилий, на реке появилось небольшое поселение Лонгфорд, жители которого помогали в пересечении реки вброд. В 1862 году было проведено исследование западного берега Матауры и Лонфорд был переименован в Гор в честь Томаса Гора Брауна, губернатора Новой Зеландии. Одним из первых зданий в городе стала местная лесопильня, открытая Дэниелем Мортоном.
На противоположном берегу реки было основано поселение Гордон, названное в честь губернатора Артура Гордона. К 1864 году через Гор прошла дорога, ведущая из Балклуты в Инверкаргилл, которая, в свою очередь, позволила открыть колёсное движение между Инверкаргиллом и Данидином.
К 1877 году экономика Гора развивалась значительными темпами, в результате в нём было открыто отделение Банка Новой Зеландии. Ещё через три года в нём появились отделения Банка Австралазии и Колониального банка. В 1899 году к ним прибавилось отделение Банка Нового Южного Уэльса.
30 августа 1875 года между Инверкаргиллом и Гором была открыта железная дорога, а 22 января 1879 года она была удлинена до Балклуты, где она, в свою очередь, соединялась с линией на Данидин. 31 июля 1880 года между Гором и Ламсденом было пущено частное железнодорожное сообщение (правда, уже в 1886 году линия была выкуплена правительством). Постепенное расширение железнодорожной сети в Саутленде сделало из Гора крупный железнодорожный узел, что оказало на развитие городе существенное влияние.
В 1885 году Гор и окрестные земли получили статус боро, а в 1890 году близлежащее поселение Гордон, получившее впоследствии названии Ист-Гор, было объединено с Гором. Город, в свою очередь, получил прозвище «Чикаго Юга». К 1905 году в Горе уже проживало 2354 человека (в 1891 году — 1618 человек).
С созданием в 1894 году энергетического синдиката Gore Electric Light & Power Syndicate Гор стал третьим городом Новой Зеландии, в котором появилось электроснабжение.
С конца Второй мировой войны до 1976 года, на фоне рекордных цен на сельскохозяйственную продукцию, город развивался большими темпами. Быстро росла и численность населения: если в 1945 году в Горе проживало около 5 тысяч человек, то в 1976 году уже более 9 тысяч. К концу 1960-х годов в городе был крупнейший в Новой Зеландии розничный торговый оборот на человека.
Тем не менее после 1976 года в результате резкого падения в сельскохозяйственном секторе произошло сокращение численности населения. Многие предприятия Гора были закрыты, а большое количество близлежащих ферм было перепрофилировано под молочное животноводство.

## Население
Гор является вторым по численности населения городом новозеландского региона Саутленд. По данным переписи населения 2006 года, в округе проживало 12 108 жителей, что на 351 человека, или 2,8 %, меньше, чем было зарегистрировано в ходе переписи 2001 года.
Показатели по половым категориям в округе были следующие: 5943 мужчины и 6168 женщин. Показатели по возрастным категориям: 21,1 % жителей до 15 лет, 16,8 % жителей старше 65 лет. Средний возраст составлял 40,5 года. Средний возраст представителей народа маори составлял 22,3 года. Среди них доля жителей младше 15 лет составляла 35,4 %, старше 65 лет — 4 %.
Расовый состав населения был 79,2 % европейцев, 9,5 % маори, остальные — представители народов Океании и азиаты. Доля латиноамериканцев и африканцев была незначительной. Доля жителей, родившихся за рубежом, составляла 5,7 %. Из иностранцев преобладали выходцы из Великобритании. Основным языком общения в городе был английский язык. Другой по распространённости язык — маори (им владело 2,4 % всего населения округа, или 19,2 % представителей коренного новозеландского народа маори).
Доля семей, в которых были дети, составляли 41,9 % жителей; доля бездетных семей — 44,6 %; доля неполных семей с хотя бы одним ребёнком — 13,5 %. Домашние хозяйства из одной семьи составляли 67,9 % всех домашних хозяйств Гора. Средний размер домашнего хозяйства — 2,4 человека. 51,6 % хозяйств имели доступ в Интернет, 91,7 % — домашний телефон, 72,1 % — мобильный телефон.
Средний доход на человека старше 15 лет — NZ$ 22 400. Доля жителей старше 15 лет, средний доход которых NZ$ 20 000 или ниже, составлял 45,6 %, а для жителей, доход которых выше NZ$ 50 000, — 11,8 %. Уровень безработицы в Горе в 2006 году достигал 3,2 %.